# Sychesia erythrinovertex
Sychesia erythrinovertex är en fjärilsart som beskrevs av Embrik Strand 1919. Sychesia erythrinovertex ingår i släktet Sychesia och familjen björnspinnare. Inga underarter finns listade i Catalogue of Life.